# 2008年成都市反对PX项目事件
2008年成都市反对PX项目事件是指2008年5月4日，为抵制彭州石化项目，约两百位成都市民在市区的“散步”行动。参加游行的人员都戴着口罩，默不作声。整个游行过程持续约2小时。
5月10日，成都市公安局宣布对参与游行的部分人员施以拘留或行政警告等处罚。